# 飛べない鳥

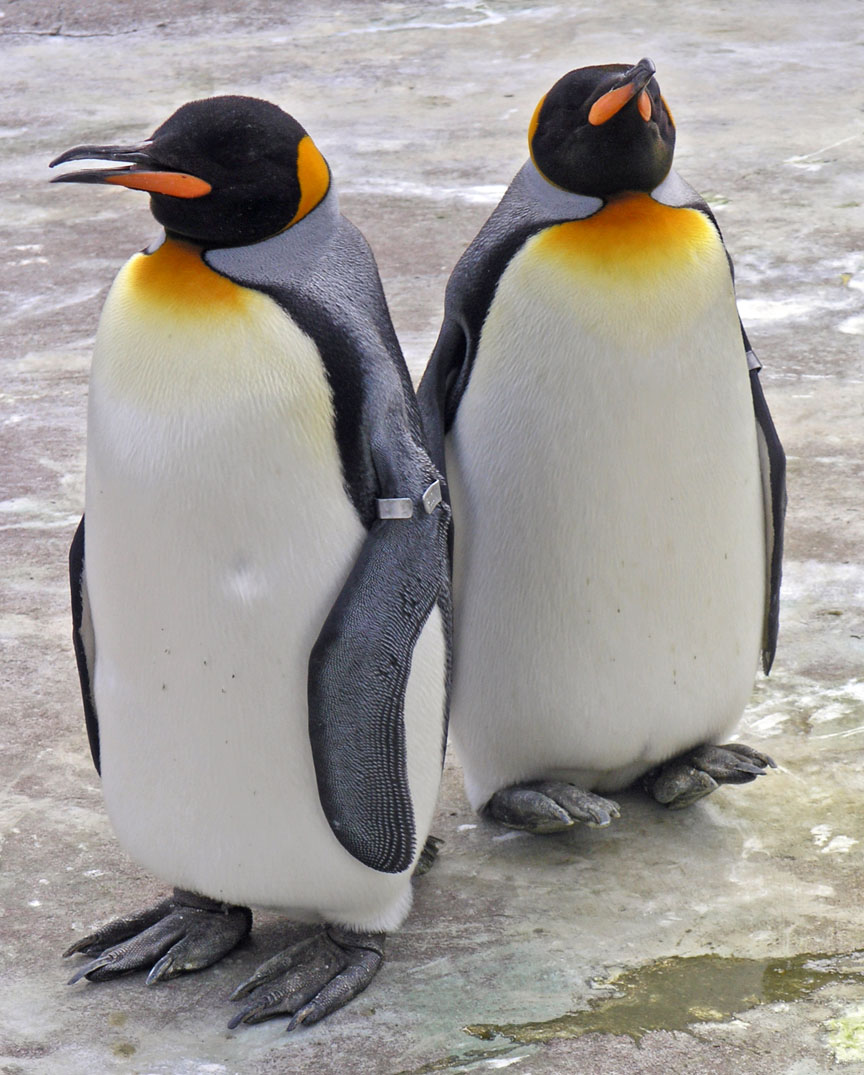
ペンギンはよく知られている飛べない鳥の一例である

飛べない鳥（とべないとり）とは、飛翔能力が欠如しており、その代替手段として走行や水泳の能力に頼るように進化した鳥類である。現在ではおよそ40種存在している。有名なものにダチョウ、エミュー、ヒクイドリ、レア、キーウィおよびペンギン等が含まれる。古生物学ではガストルニス（ディアトリマ）が有名。

## 概要
鳥類は、獣脚類の恐竜であり、飛翔能力に特化した方向で進化したものである。ところが何らかの要因により、鳥類としての身体構造を維持したまま飛ぶことを放棄し、別の力（例えばダチョウは走行、ペンギンは水泳など）を重んじる方向に進化した種が一部に出現した。また島嶼などで外敵がおらず飛んで逃げる必要がない環境では、飛翔能力を退化させた種が現れる（たとえばガラパゴス諸島のガラパゴスコバネウやモーリシャス諸島のドードー、ニュージーランドのフクロウオウムなど）。これらが飛べない鳥である。飛べない鳥は狭義には、鳥類としての基本的骨格を保ちながらも、翼等の飛翔にまつわる機構そのものを退化させて飛翔能力を失う方向へ進み、走行や水泳などの力をつける二次的な進化したものを指す。
なお、家禽化による体重の増加といった人為的要因で、飛ぶ能力自体が低下したもの（ニワトリ・アヒル・ガチョウ等）は、こうした二次的な進化をしておらず、飛べない鳥には当たらない。
飛べる鳥と飛べない鳥とを隔てる鍵となる違いは三つある。一つ目は飛べない鳥の翼の骨が飛べる鳥と比較してより小さい点（モアのように前肢が完全に失われた種も存在した）。二つ目は胸骨の竜骨突起が無いかもしくは大幅に退化している点である。竜骨突起は筋肉を支えるものであり、翼の動きに必要である（ペンギンは例外で、一見小さい翼が水中生活で依然主たる移動手段である）。三つ目は飛べる鳥の羽は軸が中央をずれて、断面は波打った形をしているのに対し、飛べない鳥の羽は軸が中央にあり、断面が波打っていない形をしている（飛行には前者の羽が必須、飛行機の翼も同じ理屈である）。なお、飛べない鳥は飛べる鳥よりもむしろ多くの羽毛を持つ。
分類群との関わりでみると、ペンギン目のものはすべてが飛べない。走鳥類も大半は飛ぶことはできない。他方、飛べる鳥の群でありながら、一部のものが飛べないという分類群の例もあり、その多くは島嶼に分布するものである。このことは、島嶼においては飛ぶことには、生物学的なコストが有意に大きいということを意味している。飛べない鳥のすべての雛は早成性である。
とりわけニュージーランドにはどの国よりも多くの飛べない鳥、すなわちモア（絶滅種）、キーウィ、フクロウオウム（カカポ）、タカヘ、ニュージーランドクイナなど、が生息している。その理由は、一つには、およそ1000年前に人類が到着するまでニュージーランドの陸上にはコウモリ類以外の哺乳類が全く存在せず、陸生動物のニッチ（生態的地位）が空席のまま残されていたことが挙げられる。また、同じ理由から捕食者たる大型哺乳類も存在せず、飛べない鳥たちの主な捕食者はより大型の鳥類であった。
最も小さな飛べない鳥はマメクロクイナの体長12.5センチメートル、体重34.7グラムである。最大の飛べない鳥は、現存の種ではダチョウの2.7メートル、156キログラムであるが、絶滅種においてはより大きく育つものが幾つかあった。
飛べない鳥はカゴに入れる必要がないため飼育下での世話が容易である。ダチョウは、かつては羽根が装飾的なことから飼育された。現代においてダチョウが飼育されるのは、肉のため、および皮膚を加工して革として利用するためである。

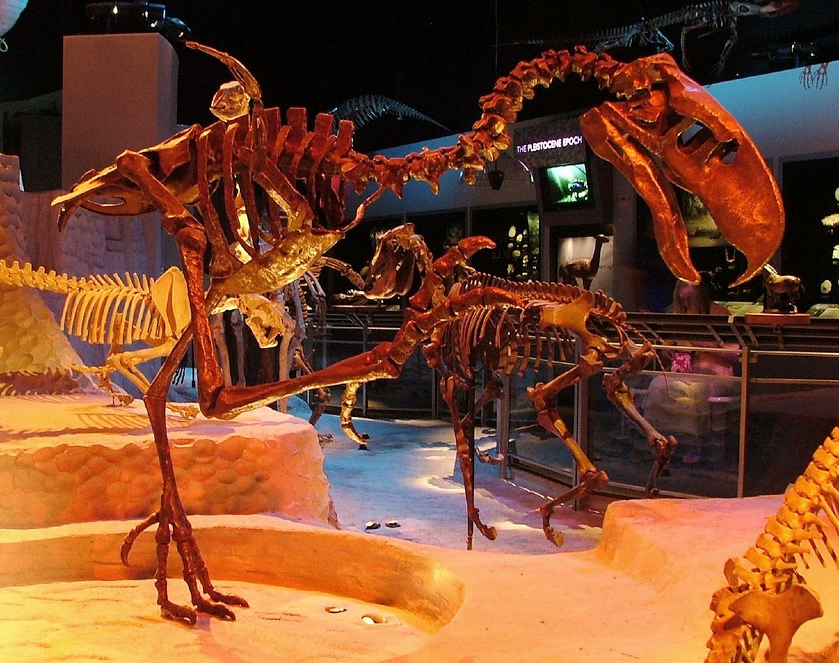
新生代後期まで生息していたティタニス

非鳥類型恐竜の絶滅までほとんど小動物に過ぎなかった哺乳類はただちにニッチに取って代わったわけでもなく、新世代前期、再び地上に降りた鳥類はガストルニス（ディアトリマ）やフォルスラコス（恐鳥類）など大型動物の地位をいち早く占め、中には往年の肉食恐竜に迫る強力な捕食者として君臨したものもあった。
中生代に全世界に繁栄しながら絶滅した恐竜類の、鳥類は唯一の直系子孫であり、その鳥が再び世界に広まり繁栄している事実は、飛翔能力のもたらす優位性を表していると言える。にもかかわらず、飛べない鳥の存在は、飛翔能力に伴う負担の重さをも同時に表していると言える。
アヒルやガチョウなどの家禽も飛べないが、これらは元来長大な飛翔力をもつ渡り鳥であり、アヒルや合鴨などと野生のカルガモ等が交雑したものが飛翔力が損なわれたとする事実もなく、かれらは飼育生活では必要が無い飛翔力を一時放棄しているに過ぎないとも考えられ、環境が許すなら飛べない鳥への変化は容易に起こると示すものと言える。

## 飛べない鳥の一覧
以下は完新世以後の飛べない鳥の一覧である。（†は絶滅種）

### 古顎類

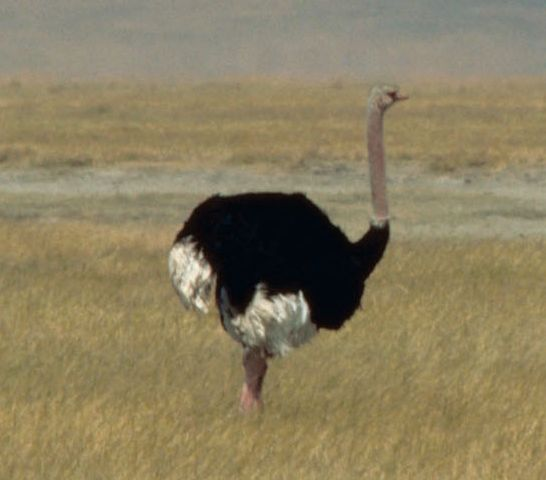
ダチョウ

- ダチョウ目 全種
- ヒクイドリ目 全種
- †モア目 全種
- †エピオルニス目 全種
- キーウィ目 全種
- レア目 全種

### カモ目（水鳥）

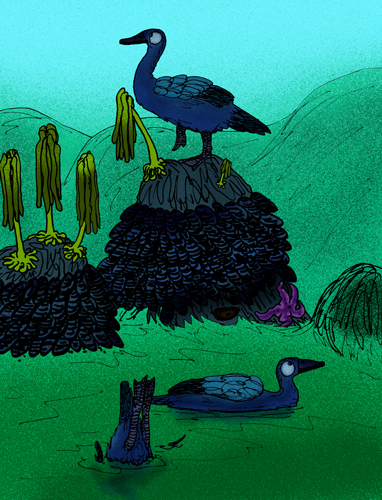
en:Chendytes

- †en:Moa-nalo
- †en:Bermuda Island Flightless Duck
- オオフナガモ
- フナガモ
- en:Chubut Steamer Duck
- クリイロコガモ
- en:Campbell Island Teal
- †en:Dromornis
- †en:Genyornis
- †en:Chendytes
- †en:Talpanas
- †en:Cnemiornis

### キジ目（野禽）
- †en:Sylviornis
- †en:Noble megapode
- †en:Viti Levu scrubfowl

### カイツブリ目（カイツブリ）
- en:Junin Grebe
- en:Titicaca Grebe
- †オオオビハシカイツブリ（飛べなかったと伝えられている[5]）

### カツオドリ目（コバネウ他）

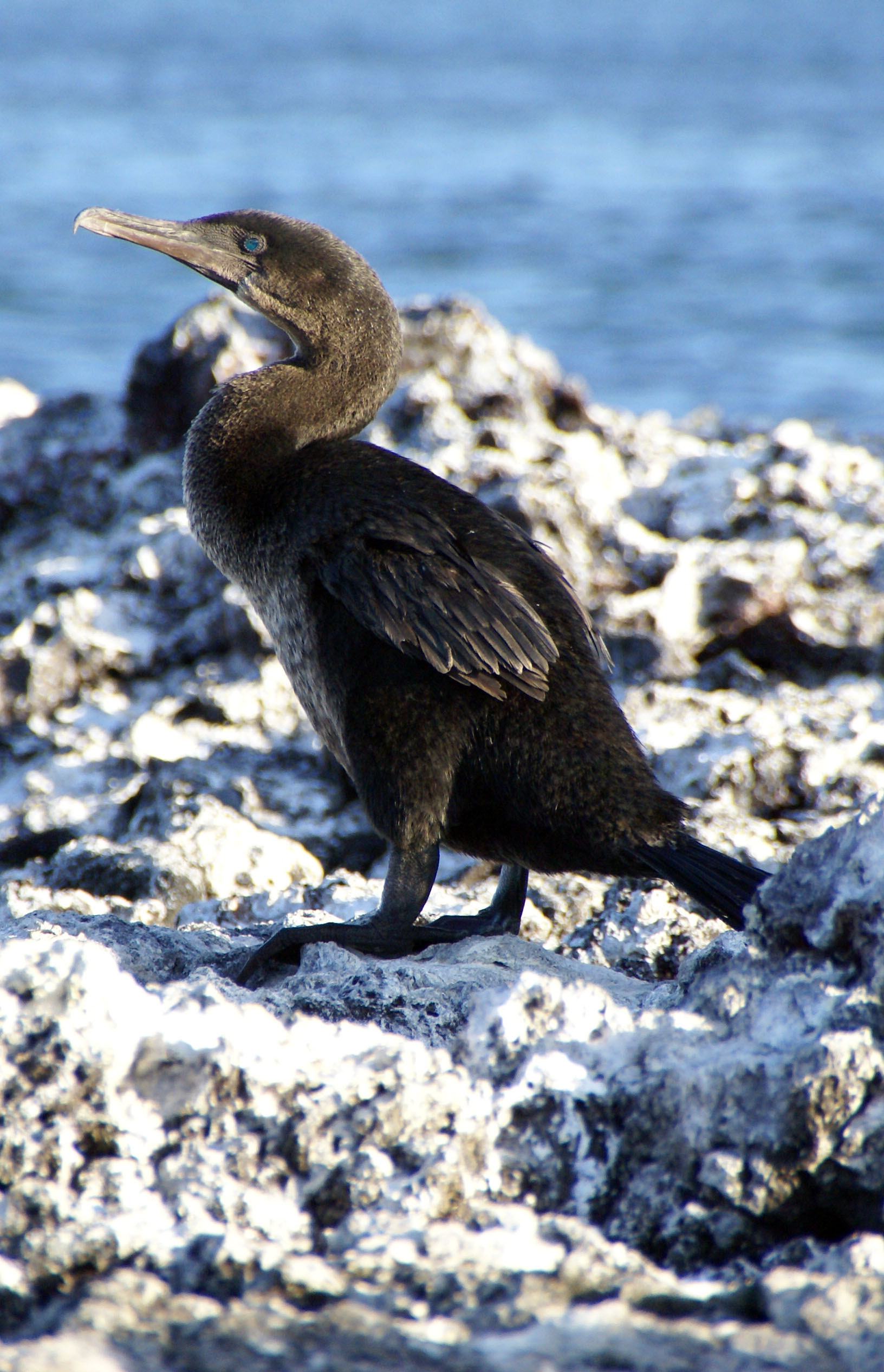
ガラパゴスコバネウ

- ガラパゴスコバネウ

### ペンギン目（ペンギン）
- ペンギン全種

### サイチョウ目（サイチョウ、ヤツガシラ他）
- †en:Giant Hoopoe

### ペリカン目（アオサギ、トキ）
- †en:Apteribis
- †en:Jamaican Flightless Ibis
- †レユニオンドードー

### ツル目（ツル、クイナ）

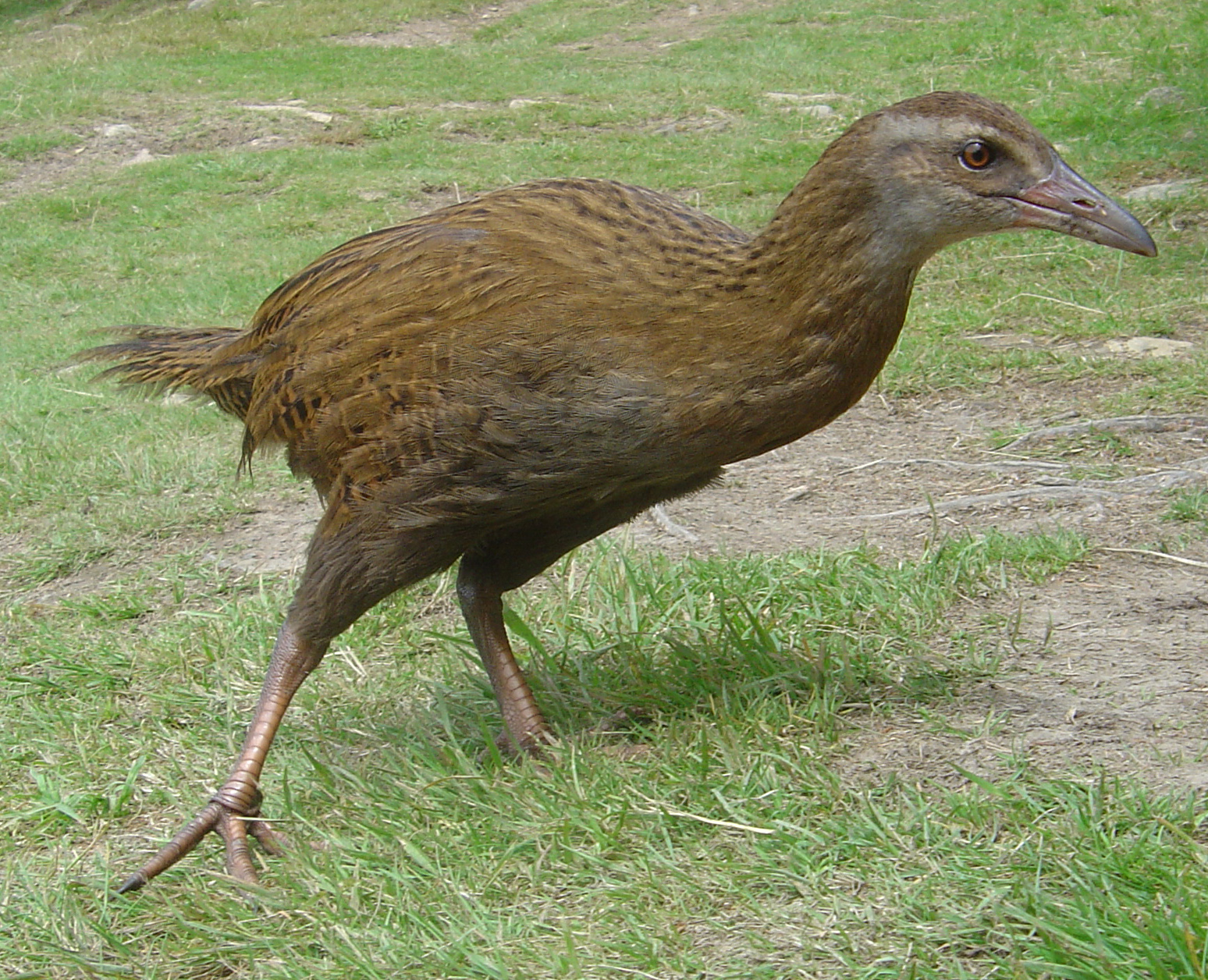
ニュージーランドクイナ

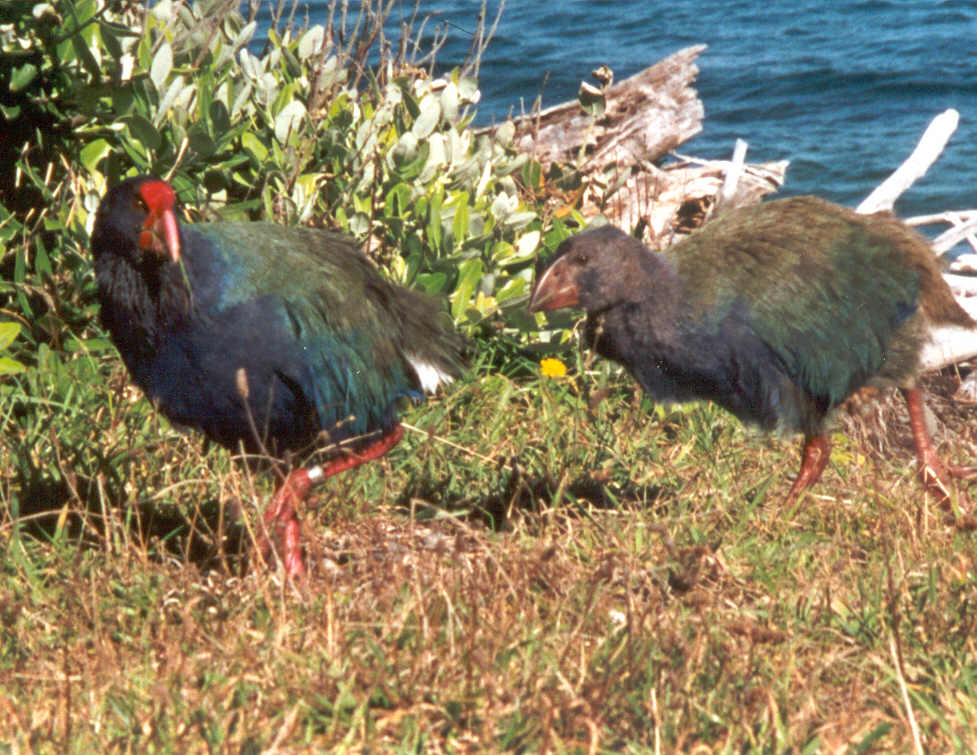
タカヘ

- †Cuban Flightless Crane
- †モーリシャスクイナ
- †ロドリゲスクイナ
- ウッドフォードクイナ（恐らく飛べない[6]）
- †フィジークイナ（恐らく飛べない）
- ニュージーランドクイナ
- ニューカレドニアクイナ
- ロードハウクイナ
- en:Calayan Rail
- ニューブリテンクイナ
- グアムクイナ
- en:Roviana Rail（飛べないかほとんど飛べない[7]）
- †タヒチクイナ
- †チャタムシマクイナ
- †チャタムクイナ
- †ウェーククイナ
- セレベスクイナ
- マメクロクイナ
- †レイサンクイナ
- †ハワイクイナ
- †en:Kosrae Island Crake
- ヘンダーソンクイナ
- ハルマヘラクイナ
- ヤンバルクイナ（頭上の枝へ飛び上がる程度は可能といわれる）
- en:New Guinea Flightless Rail
- †ロードハウセイケイ（おそらく飛べない）
- †en:North Island Takahē
- タカヘ
- サモアオグロバン
- サンクリストバルオグロバン
- トリスタンバン
- en:Gough Moorhen
- タスマニアバン
- オニオオバン（幼鳥は飛ぶことが出来るが成鳥になると飛べなくなる）
- †en:Adzebill
- カグー

### チドリ目（カモメ、アジサシ、ウミスズメ）

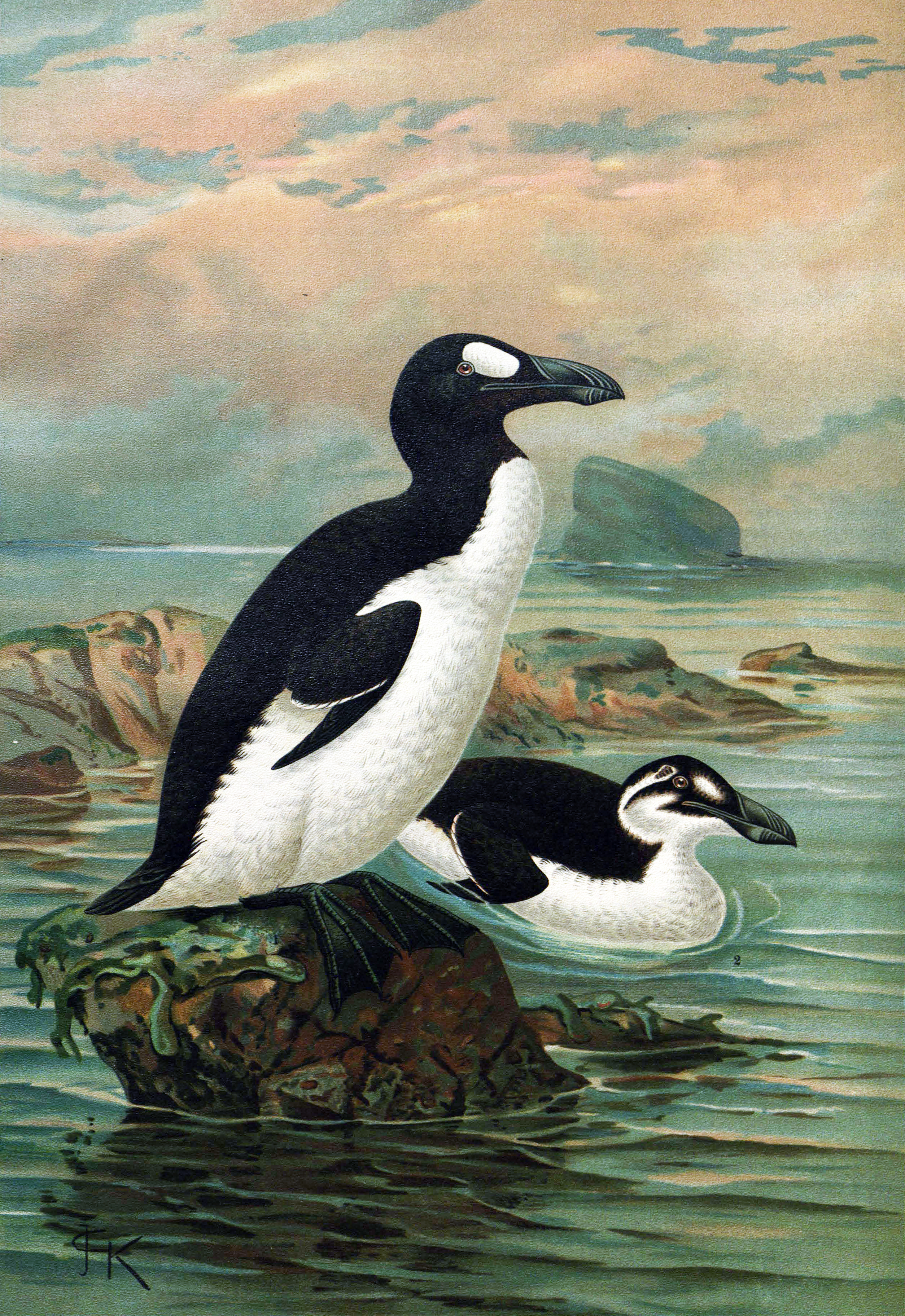
オオウミガラス

- †オオウミガラス
- †Diving Puffin

### ハヤブサ目（猛禽類）
- †en:Terrestrial Caracara

### オウム目
- フクロウオウム（飛行能力が非常に低く飛べないに等しい）
- †en:Broad-billed Parrot

### ハト目

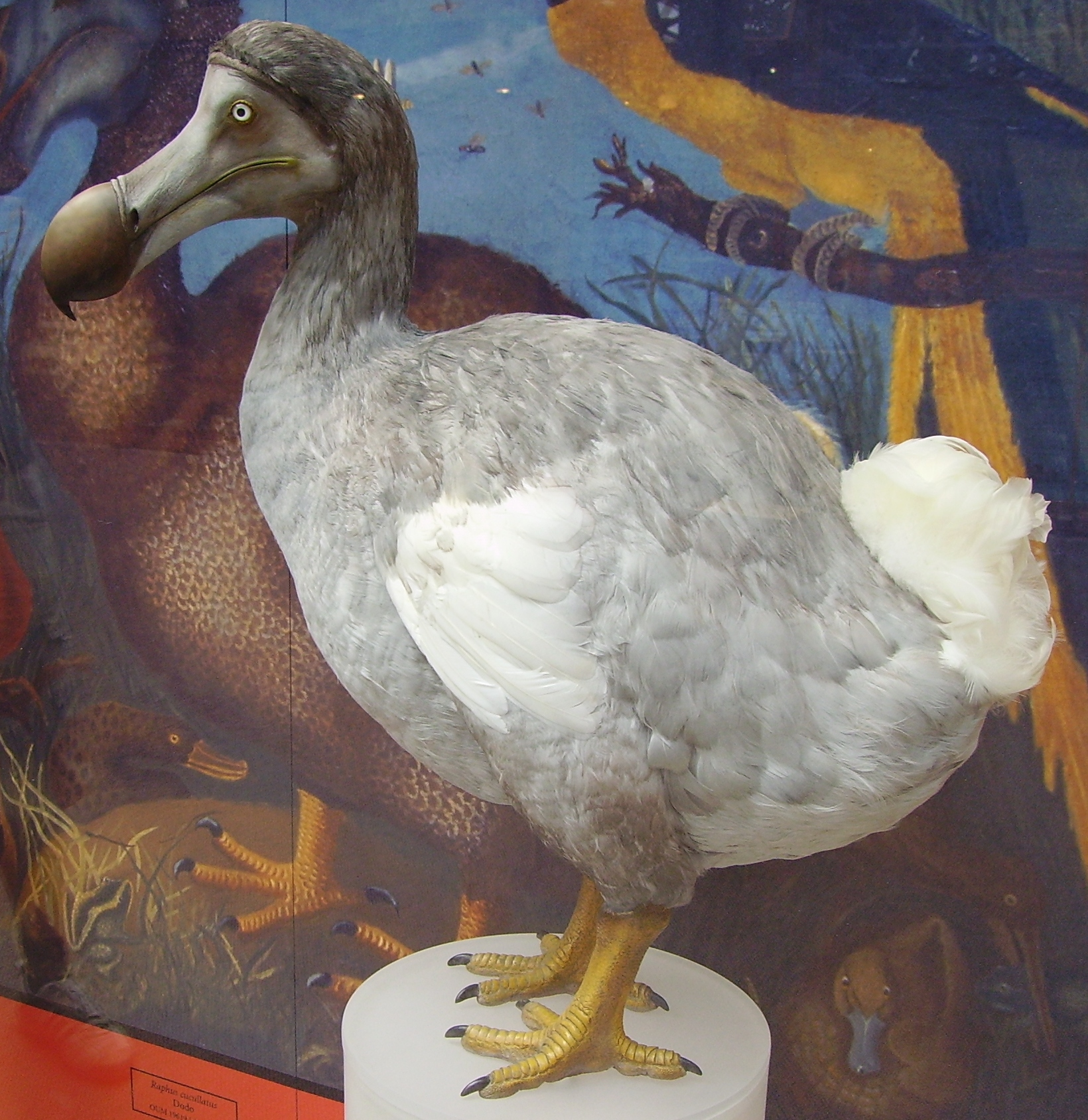
ドードー

- †ドードー
- †ロドリゲスドードー
- †en:Viti Levu Giant Pigeon

### ヨタカ目
- †en:New Zealand Owlet-nightjar

### フクロウ目

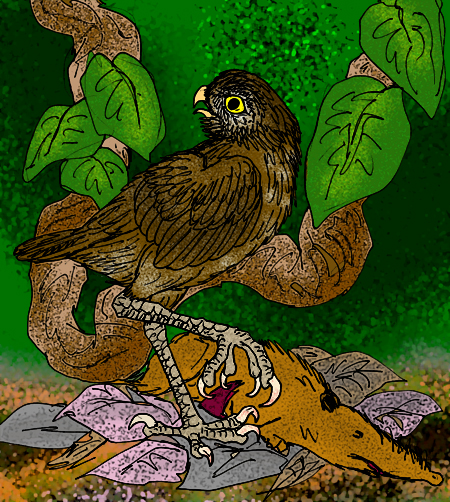
en:Ornimegalonyx

- †en:Ornimegalonyx
- †en:Tyto pollens

### スズメ目
- †スチーフンイワサザイ
- †en:Long-legged Bunting